# جورجيو بريشاني
جورجيو بريشاني (بالإيطالية: Giorgio Bresciani)‏ (مواليد 23 أبريل 1969 في لوكا) هو لاعب كرة قدم إيطالي محترف سابق لعب كمهاجم.